# Osterfeuerkopf
Der Osterfeuerkopf (auch Osterfeuerspitze) ist ein 1368 m ü. NHN hoher Berg in den Walchenseebergen in den Bayerischen Voralpen. Der beschilderte Aufstieg vom Parkplatz am Ende der Walchenseestraße in Eschenlohe dauert etwa zwei Stunden und führt ausschließlich durch Wald. Erst der Gipfel ist nicht zur Gänze bewaldet und so hat man beim Kreuz einen schönen Ausblick ins Murnauer Moos. In der Südwestflanke des Berges befindet sich das sogenannte Heldenkreuz.

## Galerie

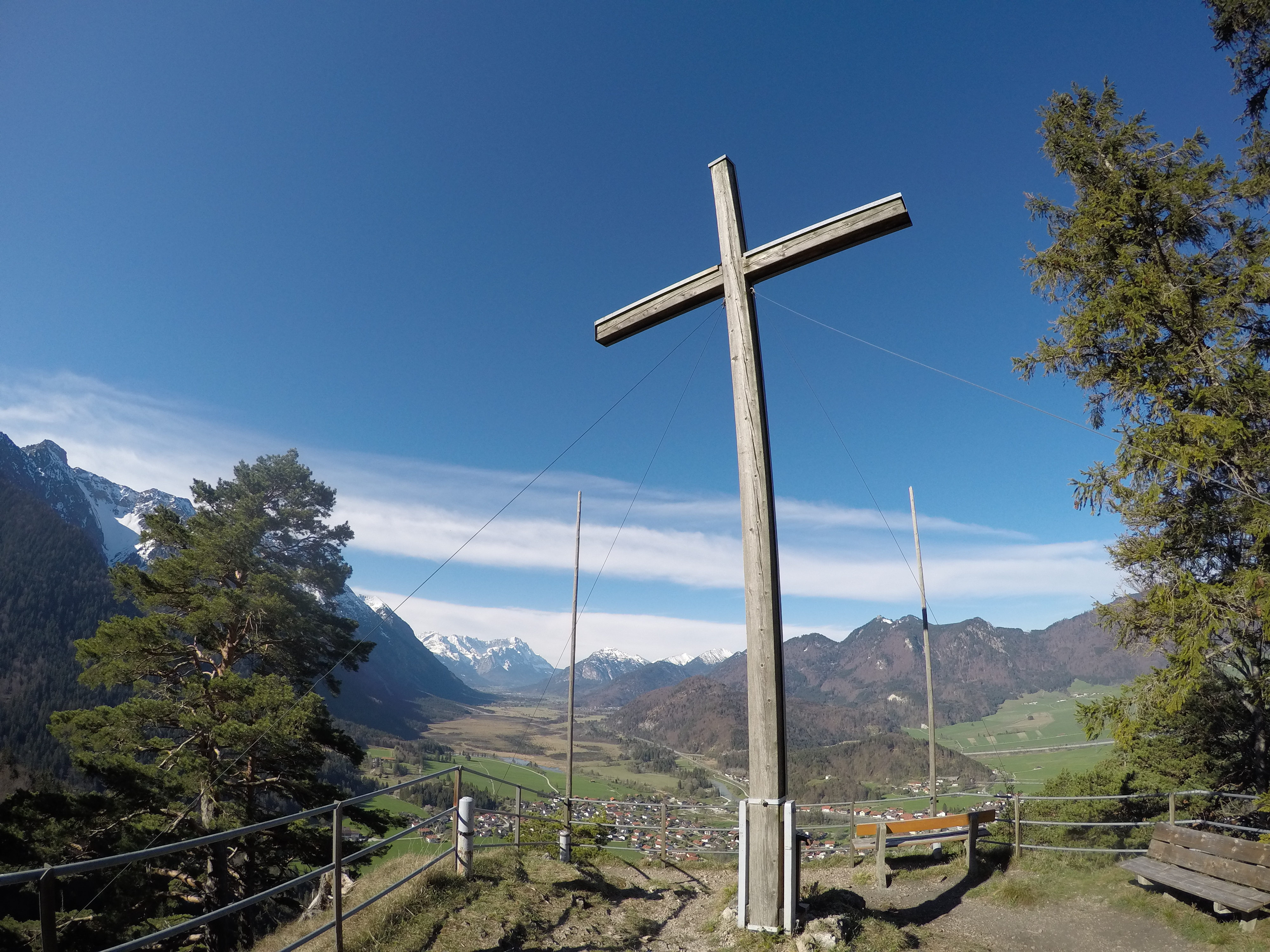
Heldenkreuz mit Blick ins Loisachtal